# Ersilio Tonini
Ersilio Tonini (San Giorgio Piacentino, 20 de julho de 1914 — Ravena, 28 de julho de 2013) foi um cardeal italiano e arcebispo emérito de Ravena-Cervia. Chegou a ser o cardeal mais velho em idade do colégio cardinalício.

## Biografia
Dom Ersilio nasceu em Centovera, que se acha na comuna de San Giorgio Piacentino,  Itália, em 20 de julho de 1914. Faleceu em Ravena, Itália, em 28 de julho de 2013.

## Presbiterado
Foi ordenado padre em 1937 pelas mãos de Dom Ersilio Menzani. Desde 1953 até 1968 foi vigário de São Vitale em Salsomaggiore Terme.

## Episcopado
Em 28 de abril de 1969 é eleito Bispo de Macerata-Tolentino pelo Papa Paulo VI. É consagrado em 2 de junho do mesmo ano pelo Arcebispo Dom Humberto Malchiodi, com co-consagrantes Dom Agostino Casaroli (futuro Secretário de Estado e Cardeal), e Dom Carlos Colombo (Bispo-auxiliar da Arquidiocese de Milão).
Em 22 de novembro de 1975 foi promovido para a Arquidiocese de Ravena-Cervia. Em 1978 é Presidente do Conselho de Administração da NEI, a editora do jornal católico Avvenire.
Entre 1988 e 1989 é Administrador apostólico da Diocese de Rimini até à posse do novo Bispo Dom Mariano De Nicolò.
Em 27 de outubro de 1995 deixa o cargo nas mãos de Papa João Paulo II por limite de idade, e fica como Administrador apostólico até à posse do novo Bispo Dom Luìs Amaducci, em 15 de dezembro.
Em 1991 é apresentador, com Enzo Biagi do programa I dieci comandamenti all'italiana (Os dez mandamentos à Italiana), elogiado muito pela Santa Sé como "... exemplo de moderna catequese..."

## Cardinalato
Foi criado cardeal pelas mãos de João Paulo II em 26 de novembro de 1994 com o título do Santissimo Redentore a Val Melaina, e desde 30 de abril de 2010 até a sua morte foi o cardeal vivo mais idoso do mundo.
Em 2008 é publicado o seu livro Profezie per l'ottimismo (Editora Piemme) sob a edição de Paulo Gambi.

## Ordenações episcopais
Foi consagrante de Dom Odo Fusi Pecci, Dom Luís Ferrando e Dom José Orlandoni.